# Otto Martwig
Otto Emil Helmut Martwig (* 24. Februar 1903 in Bernstein, Provinz Brandenburg; Kreis Soldin; heute: Pełczyce, Polen, Woiwodschaft Westpommern; † Mai 1945) war ein deutscher Fußballspieler.

## Karriere

### Vereine
Martwig begann 16-jährig beim SC Union Oberschöneweide mit dem Fußballspielen und war bis 1925 für diesen aktiv. In dieser Zeit gewann er mit der Mannschaft zweimal die Berliner Meisterschaft. Infolgedessen nahm er mit der Mannschaft auch an der Endrunde um die Deutsche Meisterschaft 1923 teil, in der er in vier Spielen, einschließlich des mit 0:3 gegen den Hamburger SV verlorenen Endspiels, eingesetzt wurde.
1925 wechselte er zum Stadtrivalen Tennis Borussia Berlin, für den er bis 1932 aktiv war und in seiner letzten Saison erneut die Berliner Meisterschaft gewann. Von 1928 bis 1932 wurde er mit der Mannschaft jeweils Zweiter der Berliner Meisterschaft und nahm infolgedessen auch an den Endrunden um die Deutsche Meisterschaft teil. 1930 schied er mit der Mannschaft im Achtelfinale aus, ansonsten jeweils im Viertelfinale. In seinen neun Spielen gelang ihm nur am 8. Juli 1928, beim 3:1-Sieg in Hamborn gegen den Crefelder FC Preußen 1895 mit dem Treffer zum 2:0 in der 15. Minute, ein Tor.

### Nationalmannschaft
Martwig bestritt von 1925 bis 1927 sechs Länderspiele für die A-Nationalmannschaft, von denen er vier siegreich beendete und nur eins verlor. Er debütierte am 21. Juni 1925 in Stockholm bei der 0:1-Niederlage gegen die Auswahl Schwedens und bestritt sein letztes Länderspiel am 23. Oktober 1927 in Hamburg beim 6:2-Sieg gegen die Auswahl Norwegens.

## Erfolge
- Zweiter der Meisterschaft 1923 (mit dem SC Union Oberschöneweide)
- Berliner Meister 1920, 1923 (mit dem SC Union Oberschöneweide), 1932 (mit Tennis Borussia Berlin)

## Sonstiges
Martwig war von Beruf Dreher. Er fiel in den letzten Kriegstagen des Zweiten Weltkriegs bei der Schlacht um Berlin.